# Prostituție forțată
Prostituția forțată, cunoscută și sub numele de prostituție involuntară, este prostituția sau sclavia sexuală care are loc ca urmare a constrângerii de către un terț. Termenii „prostituție forțată” sau „prostituție cu forța” apar în convenții internaționale și umanitare, cum ar fi Statutul de la Roma al Curții Penale Internaționale, dar au fost insuficient înțeleși și aplicată în mod inconsistent. „Prostituție forțată” se referă la condițiile de control asupra unei persoane care este constrânsă de o altă persoană pentru a se angaja în activități sexuale.
Prostituția forțată este o infracțiune împotriva persoanei din cauza încălcării drepturilor victimei de circulație prin constrângere și din cauza exploatării comerciale a acesteia.